# Ngaliadessus humphreysi
Ngaliadessus humphreysi — вид жуків родини плавунцевих (Dytiscidae). Описаний у 2023 році.

## Поширення
Ендемік Австралії. Поширений у підземних водоймах геологічного басейну Нгалія у Північній території.

## Опис
Невеликий жук, до 3 мм завдовжки. Покриви м'які, голова без очей або залишків очей, наличник без обмежень, переднеспинка без базальної смуги, надкрила без базальної смуги, без шовної смуги, точки рідкісні, щетинки рідкісні по краях. Передньостержневий відросток вузький, досягає мезовентриту, шов між першим і другим шлунками повний, протарзус 5-сегментний, мезостегнова кістка по задньому краю без базальних шипів, метатибія слабо вигнута. Сперматека з добре розвиненою трикутною остю. Самець не відомий.